# Ghigo VII del Viennois
Ghigo VII del Viennois, o Ghigo VII di Borgogna; in lingua francese Guigues VII de Viennois (1225 – agosto 1269), delfino del Viennois e conte di Albon, conte di Grenoble, di Oisans, di Briançon,  di Embrun e di Gap dal 1237 alla sua morte.

## Origine
Ghigo, secondo il De Allobrogibus libri novem, era il figlio maschio primogenito del delfino del Viennois e conte di Albon, conte di Grenoble, di Oisans e di Briançon e conte consorte di Embrun e di Gap, Andrea Ghigo VI e di Beatrice di Monferrato, che, ancora secondo il De Allobrogibus libri novem, era figlia del Marchese del Monferrato, Guglielmo VI (1173 – 1225) e di Berta di Clavesana(1180 – 1224) che secondo il Regesto dei Marchesi di Saluzzo era figlia di Bonifacio Marchese di Clavesana, citato come suocero di Guglielmo; Beatrice era sorella di Bonifacio II del Monferrato.
Andrea Ghigo VI, sia secondo il De Allobrogibus libri novem, che secondo la Chronica Albrici Monachi Trium Fontium, era l'unico figlio maschio del duca di Borgogna, Ugo III (1148 – 1192) e della delfina del Viennois e contessa di Albon, contessa di Grenoble, di Oisans, e di Briançon Beatrice d'Albon (1161 – 1228), che, ancora secondo la Chronica Albrici Monachi Trium Fontium, era figlia di Ghigo V d'Albon, delfino del Viennois e della moglie, Beatrice, che secondo Nicolas Chorier, nel suo Histoire de Dauphiné era Beatrice del Monferrato, che secondo la Ex vita Margaritæ Albonensis comitissæ, era figlia del marchese del Monferrato, Guglielmo V, ed era consanguinea dell'imperatore, Federico Barbarossa; infatti era figlia di Giuditta di Babenberg (1110/1120 – 1168), figlia di Leopoldo III duca di Babenberg e Austria (San Leopoldo di Babenberg) e di Agnese di Waiblingen (quindi Giuditta era la sorellastra di Corrado III di Svevia e Federico II di Svevia, il padre del Barbarossa).

## Biografia
Nel 1236, suo padre, Andrea Ghigo (Dom. Andreas Dalphinus Viennensis et Albonis comitis) fece testamento, disponendo che gli sarebbe succeduto Ghigo, il figlio maschio primogenito (Guigonem filium suum), sotto tutela della madre, Beatrice di Monferrato (Beatricem uxorem suam comitissam matris eiusdem Guigonis); menziona anche la figlia di primo letto, Beatrice (Beatrici filiæ suæ uxori comitis Montis-fortis).
Suo padre, Andrea Ghigo, secondo il De Allobrogibus libri novem, morì il pomeriggio del 14 marzo 1237 (tertius idus Martias post meridiem), e, sotto la tutela della madre, Beatrice, gli succedette il figlio, Ghigo, in tutti i suoi titoli e relativi domini, comprese le contee di Gap ed Embrun, beni dotali della prima moglie. Questo fatto creerà al successore grossi problemi con Carlo I d'Angiò.
Secondo alcuni cronisti, sua madre, Beatrice, dopo essere rimasta vedova, si sposò in seconde nozze con Guido II, Signore di Bâgé, ma secondo la Histoire généalogique de la royale maison de Savoie è una errata interpretazione di un documento dove Beatrice viene citata, come Delfina (Beatrix de Montferrat veuve du Daufin André).
Ghigo VII ebbe un serio conflitto con Carlo I d'Angiò, conte di Provenza, riguardo alle contee di Gap e di Embrun. Queste due contee costituivano la dote di Beatrice di Sabran-Forcalquier (1182 – prima del 1219), prima sposa dal 1202 di Andrea Ghigo (Ghigo VI), dalla quale quest'ultimo si era separato nel 1215, sposando poi nel 1219 Beatrice di Monferrato (1204 – 1274), figlia di Guglielmo VI del Monferrato (1173 – 1225) e di Berta di Clavesana (1180 – 1224). Tuttavia Andrea Ghigo, nonostante la separazione dalla Sabran, si era tenuto le due contee, che aveva trasmesso a Ghigo, figlio primogenito del secondo matrimonio. Carlo I d'Angiò, erede dei conti di Forcalquier per tramite della moglie, Beatrice di Provenza, gli chiese la restituzione delle due contee. Alla fine i due giunsero ad un compromesso: Carlo d'Angiò ebbe la contea di Gap e quella di Embrun rimase a Ghigo.
Secondo il documento CLXVII del Cartulaire de l'abbaye de Notre-Dame de Léoncel, nel 1251, Ghigo VII (G. dalphinus Viennensis et Albonis comes) confermò all'abbazia di Léoncel una donazione fatta dal padre (A. pater noster).
Il 27 giugno 1267, Ghigo VII (Guigo Dalphinus, Vienn. et Albonis comitis) fece testamento, disponendo che il suo erede sarebbe stato il figlio maschio primogenito, Giovanni (Johannem filium meum eredem mihi), citando anche le due figlie femmine (Annam et Catharinam filias meas) e la moglie (Beatrix uxor mea).
Ghigo VII morì nel dicembre 1269 e gli succedette il figlio, Giovanni, sotto la reggenza della moglie, Beatrice di Faucigny.

## Matrimonio e discendenza
Nel 1240, tra gennaio e maggio, secondo il documento n° 283 del Inventaire Chronologique Et Analytique Des Chartes De La Maison De Baux, Ghigo si fidanzò con la nipote del conte di Tolosa e marchese di Provenza, Raimondo VII, Cecilia del Balzo, figlia di Barral Signore di Baux e della moglie, Beatrice d'Anduze.
Sempre nel 1240, secondo il documento n° 129 del Peter der Zweite Graf von Savoyen, Markgraf in Italien, sein Haus und seine Lande, dello storico, Ludwig Wurstenberger, nel mese di giugno fu annullata la promessa di matrimonio tra Ghigo e Sancha di Provenza, figlia terzogenita del conte di Provenza e conte di Forcalquier, Raimondo Berengario IV, e della moglie, Beatrice di Savoia, in quanto, in precedenza, il delfino Ghigo VII aveva contratto fidanzamento con Cecilia del Balzo(anche se il documento non specifica il nome della figlia del conte di Provenza, non può che essere Sancha in quanto le due sorelle maggiori erano già state maritate, mentre la minore aveva circa cinque anni).
Nel 1253, Ghigo, secondo il De Allobrogibus libri novem, sposò Beatrice di Faucigny (1237 – 1310), l'unica figlia del Conte di Savoia, Conte di Richmond e Lord guardiano dei cinque porti, Pietro II e della Signora di Faucigny, Agnese. Beatrice di Savoia portò in dote a Ghigo la provincia di Faucigny, una terra lontana dal Delfinato e avamposto minacciante la Savoia. Questa terra sarà in futuro oggetto di conflitto fra le due casate. Il contratto di matrimonio era stato siglato il 30 settembre 1241.
Ghigo VII e Beatrice ebbero quattro figli:
- Giovanni (1264 – 1282), futuro delfino del Viennois, conte d'Albon[14];
- Andrea (dopo il 1267 – dopo il 1270)
- Anna, citata nel testamento del padre[12], delfina del Viennois e contessa d'Albon[14], andata sposa nel 1273 a Umberto I de la Tour-du-Pin, divenuto, con il matrimonio, il primo delfino del Viennois del casato de La Tour-du-Pin[14];
- Caterina (prima del 1267 – dopo il 1307), citata nel testamento del padre[12].

## Ascendenza
|                             |                            |                            | Genitori                   |  |  | Nonni |  |  | Bisnonni              |  |  | Trisnonni          |  |
|                             |                            |                            |                            |  |  |       |  |  | Oddone II di Borgogna |  |  | Ugo II di Borgogna |  |
|                             |                            |                            |                            |  |  |       |  |  | Oddone II di Borgogna |  |  | Ugo II di Borgogna |  |
|                             |                            | Matilde di Mayenne         |                            |  |  |       |  |  | Oddone II di Borgogna |  |  |                    |  |
| Ugo III di Borgogna         |                            |                            |                            |  |  |       |  |  | Oddone II di Borgogna |  |  |                    |  |
|                             |                            | Maria di Blois             | Tebaldo II di Champagne    |  |  |       |  |  |                       |  |  |                    |  |
|                             |                            | Maria di Blois             | Tebaldo II di Champagne    |  |  |       |  |  |                       |  |  |                    |  |
|                             |                            | Maria di Blois             | Matilde di Carinzia        |  |  |       |  |  |                       |  |  |                    |  |
| Ghigo VI del Viennois       |                            | Maria di Blois             |                            |  |  |       |  |  |                       |  |  |                    |  |
|                             |                            | Ghigo V d'Albon            | Ghigo IV d'Albon           |  |  |       |  |  |                       |  |  |                    |  |
|                             |                            | Ghigo V d'Albon            | Ghigo IV d'Albon           |  |  |       |  |  |                       |  |  |                    |  |
|                             |                            | Ghigo V d'Albon            | Clemenza di Mâcon          |  |  |       |  |  |                       |  |  |                    |  |
| Beatrice d'Albon            |                            | Ghigo V d'Albon            |                            |  |  |       |  |  |                       |  |  |                    |  |
|                             |                            | Beatrice del Monferrato    | Guglielmo V del Monferrato |  |  |       |  |  |                       |  |  |                    |  |
|                             |                            | Beatrice del Monferrato    | Guglielmo V del Monferrato |  |  |       |  |  |                       |  |  |                    |  |
|                             |                            | Beatrice del Monferrato    | Giuditta di Babenberg      |  |  |       |  |  |                       |  |  |                    |  |
| Ghigo VII del Viennois      |                            | Beatrice del Monferrato    |                            |  |  |       |  |  |                       |  |  |                    |  |
|                             | Bonifacio I del Monferrato | Guglielmo V del Monferrato |                            |  |  |       |  |  |                       |  |  |                    |  |
|                             | Bonifacio I del Monferrato | Guglielmo V del Monferrato |                            |  |  |       |  |  |                       |  |  |                    |  |
|                             | Bonifacio I del Monferrato | Giuditta di Babenberg      |                            |  |  |       |  |  |                       |  |  |                    |  |
| Guglielmo VI del Monferrato | Bonifacio I del Monferrato |                            |                            |  |  |       |  |  |                       |  |  |                    |  |
|                             |                            | Elena del Bosco            | …                          |  |  |       |  |  |                       |  |  |                    |  |
|                             |                            | Elena del Bosco            | …                          |  |  |       |  |  |                       |  |  |                    |  |
|                             |                            | Elena del Bosco            | …                          |  |  |       |  |  |                       |  |  |                    |  |
| Beatrice di Monferrato      |                            | Elena del Bosco            |                            |  |  |       |  |  |                       |  |  |                    |  |
|                             |                            | Bonifacio I di Clavesana   | …                          |  |  |       |  |  |                       |  |  |                    |  |
|                             |                            | Bonifacio I di Clavesana   | …                          |  |  |       |  |  |                       |  |  |                    |  |
|                             |                            | Bonifacio I di Clavesana   | …                          |  |  |       |  |  |                       |  |  |                    |  |
| Berta di Clavesana          |                            | Bonifacio I di Clavesana   |                            |  |  |       |  |  |                       |  |  |                    |  |
|                             |                            | …                          | …                          |  |  |       |  |  |                       |  |  |                    |  |
|                             |                            | …                          | …                          |  |  |       |  |  |                       |  |  |                    |  |
|                             |                            | …                          | …                          |  |  |       |  |  |                       |  |  |                    |  |
|                             |                            | …                          |                            |  |  |       |  |  |                       |  |  |                    |  |

### Fonti primarie
- (LA)  De Allobrogibus libri novem.
- (LA)  Cartulaire de l'abbaye de Notre-Dame de Léoncel.
- (LA)  Regesto dei Marchesi di Saluzzo.
- (LA)  Monumenta Germaniae Historica, Scriptores, tomus XXIII.
- (LA)  Recueil des historiens des Gaules et de la France. Tome 14.
- (LA)  Peter der Zweite Graf von Savoyen, Markgraf in Italien, sein Haus und seine Lande.
- (FR)  Histoire généalogique de la royale maison de Savoie.
- (FR)  Histoire de Dauphiné et des princes, tome II.
- (FR)  Inventaire Chronologique Et Analytique Des Chartes De La Maison De Baux.
- (LA, FR)  Histoire de Dauphiné et des princes, tome I.

### Letteratura storiografica
- (FR)  Histoire generale de Dauphiné. Par Nicolas Chorier, Pag 858